# Xylophanes sarae
Xylophanes sarae là một loài bướm đêm thuộc họ Sphingidae. Nó được tìm thấy ở Venezuela.
Sải cánh dài 68–86 mm đối với con đực và 75–90 mm đối với con cái. Nó tương tự như Xylophanes crotonis, nhưng nhỏ hơn và phía trên thân và cánh trước màu xanh lá cây nâu.
Con trưởng thành có thể bay quanh năm.

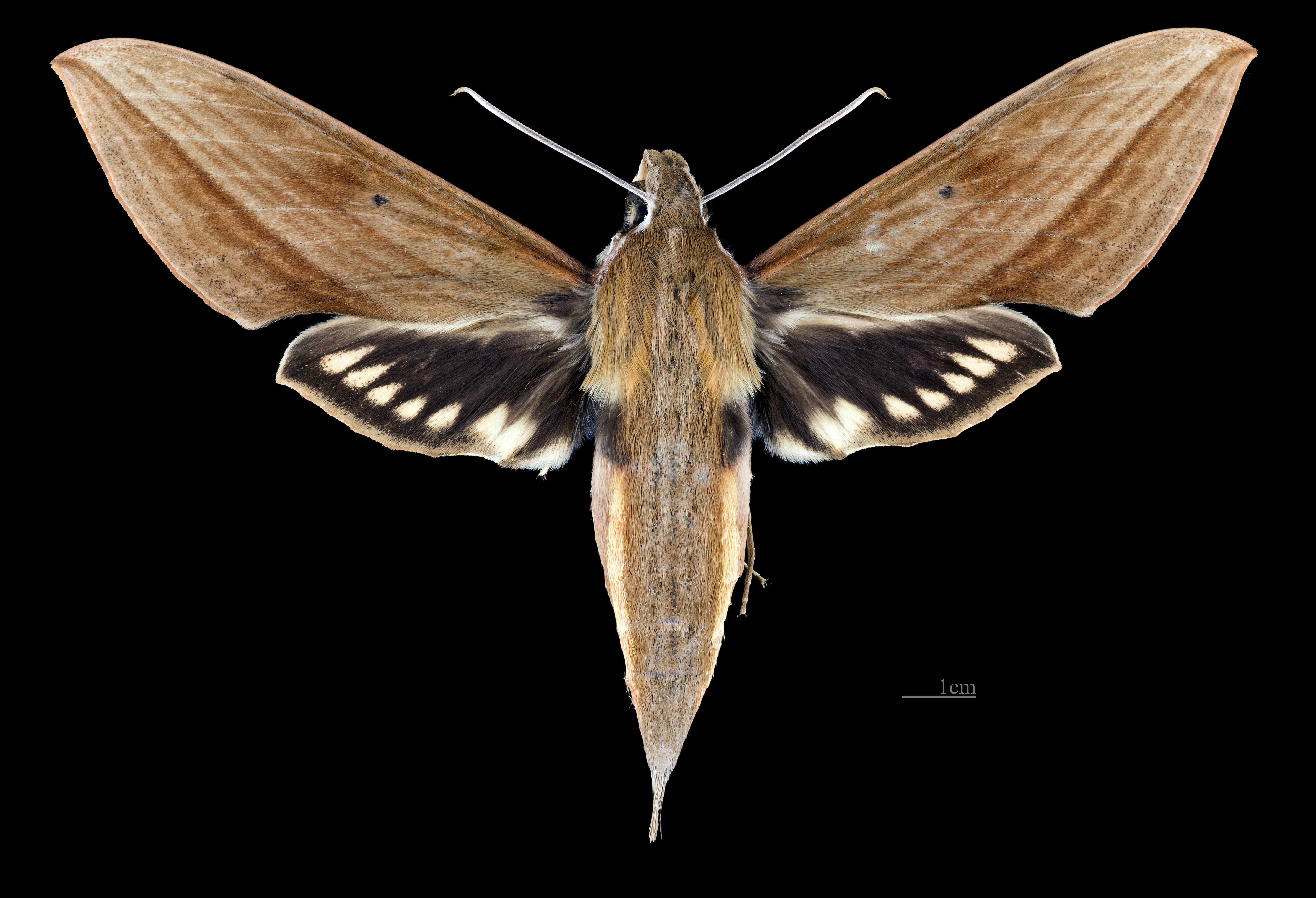
Xylophanes sarae ♀
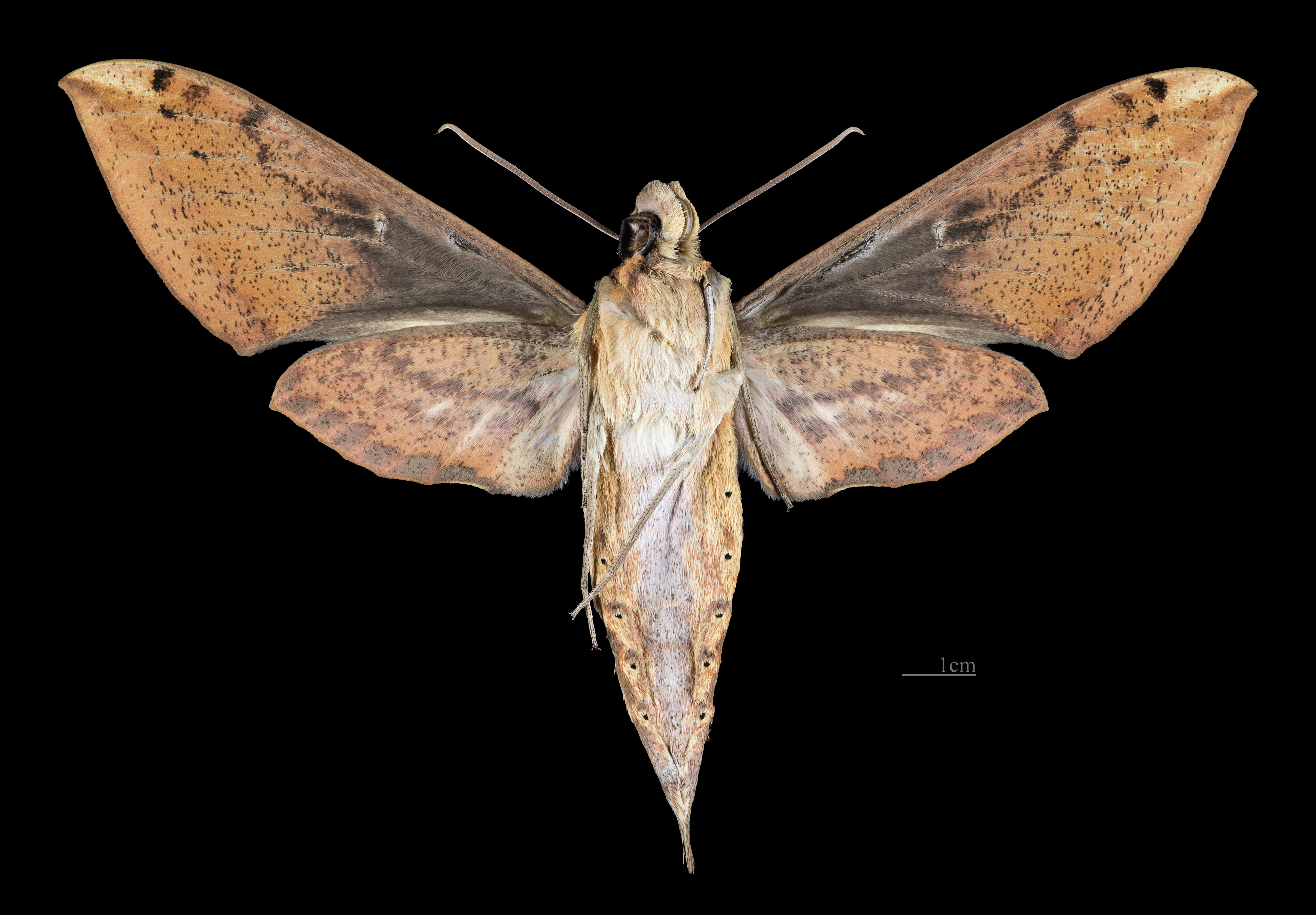
Xylophanes sarae ♀ △

Ấu trùng có thể ăn các loài Rubiaceae và Malvaceae.